# Kimberlite

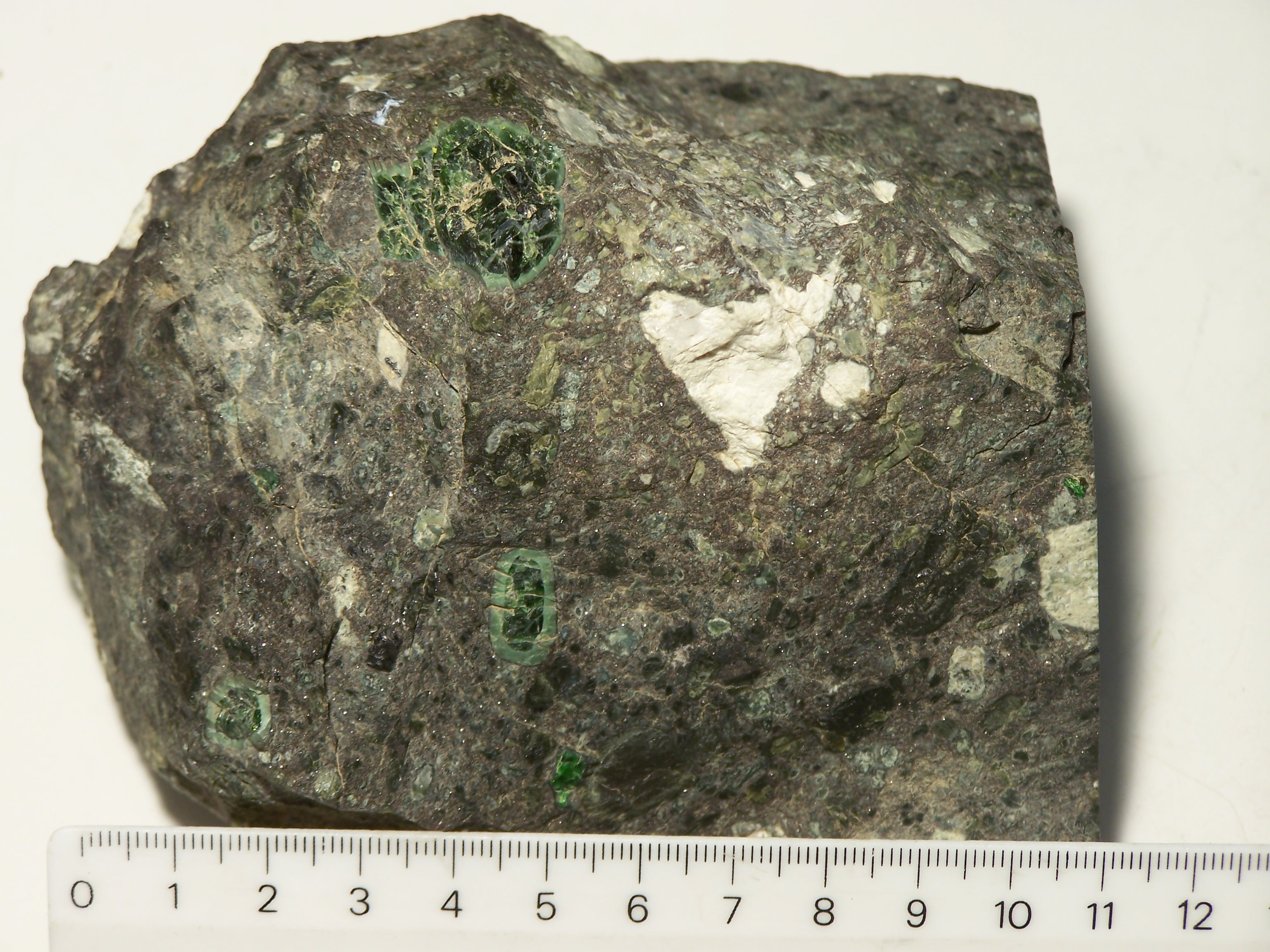
Kimberlite à gros cristaux d’olivine

La kimberlite est une roche volcanique ultramafique (une roche riche en magnésium et en fer ferreux) riche en potassium, en éléments incompatibles et en volatils (H2O et CO2). Les kimberlites sont les principales sources de diamants. Elles doivent leur nom à la ville de Kimberley (Afrique du Sud), ville fondée pour l'exploitation des diamants, où la roche fut découverte et décrite pour la première fois[Quand ?].

## Occurrences
On connaît plus de 6 500 occurrences de kimberlites, dont seul un faible pourcentage contient des diamants. Leur répartition n'est pas quelconque : les kimberlites diamantifères sont toujours localisées dans les régions de croûte continentale très ancienne, les cratons, dans lesquelles la croûte est d'âge archéen (4 000 Ma → 2 500 Ma) ; la plupart des kimberlites non diamantifères sont situées à la périphérie de ces cratons.
On ne connait pas d'éruption historique de kimberlite, mais toutes les kimberlites se trouvent dans des diatrèmes (cheminées volcaniques), des dykes (filons volcaniques) ou des sills (filons-couche), accompagnées de brèches qui témoignent de la mise en place brutale de ces magmas. La vitesse d'ascension des magmas kimberlitiques est de l'ordre de 10 à 30 m/s, voire plus dans certains cas.

## Pétrologie et géochimie
Les kimberlites sont des roches volcaniques très particulières. Elles sont de composition ultrabasique (SiO2 < 45 %) et sont très riches en H2O et en CO2. Cette richesse en volatils implique une mise en place explosive très violente.

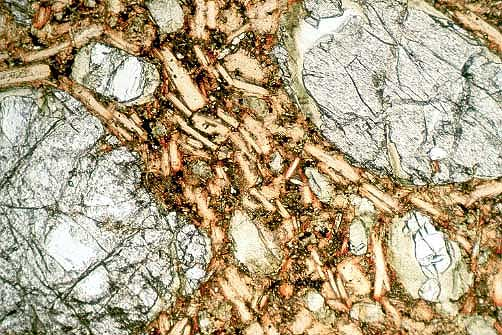
Photo microscopique d’une lame mince de kimberlite : des cristaux d'olivine sont entourés de lamelles de phlogopite (mica).

Les kimberlites sont aussi très riches en magnésium, en potassium et en éléments incompatibles, et ont le plus souvent des rapports isotopiques du strontium et du néodyme respectivement plus et moins radiogéniques que les basaltes courants.

## Minéralogie
La kimberlite est composée d'olivine fortement serpentinisée et, en proportions variables, de phlogopite, de carbonates, de grenat, d'orthopyroxène, de clinopyroxène, de chromite et d'oxydes.
Les diamants étaient à l'origine trouvés dans la « terre jaune », de la kimberlite décomposée et colorée en jaune par la limonite. Des extractions plus profondes permirent d'extraire de la kimberlite moins altérée, que les mineurs appelèrent « terre  bleue ».

## Origine
La roche source de laquelle sont issus les magmas kimberlitiques reste floue même si plusieurs hypothèses sont envisagées. La plus courante est une lherzolite à grenat mais de nombreux autres protolithes sont envisagés, tels que des veines à phlogopites, des roches riches en rutile, etc. Il est cependant admis qu'un faible degré de fusion partielle est nécessaire pour expliquer l'enrichissement en volatils et en terres rares, de même qu'un enrichissement par métasomatisme du manteau. La datation des diamants, grâce à leurs inclusions, montre en effet que ceux-ci sont presque toujours beaucoup plus anciens que la kimberlite qui les a transportés à la surface, impliquant que des phénomènes (notamment la circulation de fluides) ont provoqué la formation de ces diamants par réactions d'oxydoréduction.
Les éruptions kimberlitiques (sans doute d'une extrême violence) sont similaires à la mise en place de maars (volcans phréatomagmatiques). Cependant les kimberlites, très riches en volatils, provoquent d'énormes explosions nettement plus intenses. Les kimberlites se mettent donc en place sous forme de diatrèmes (pipes) allant jusqu'à environ 2 km de profondeur et au maximum quelques kilomètres de circonférence.
Les cheminées de kimberlite se trouvent surtout dans des zones continentales stables, loin d'où la plupart des autres éruptions se produisent (aux bords des plaques tectoniques ou sur les points chauds). En 2023, le magmatisme kimberlitique est interprété comme une séquelle de la rupture des supercontinents, qui engendre dans le manteau visqueux sous-jacent des turbulences parcourant des centaines ou des milliers de kilomètres pendant des dizaines de millions d'années. Ces turbulences déstabilisent la racine lithosphérique du craton sur plusieurs kilomètres de profondeur et engendrent en retour une remontée asthénosphérique et donc une fusion partielle par décompression adiabatique,.